# Елизаров, Алексей Андреевич

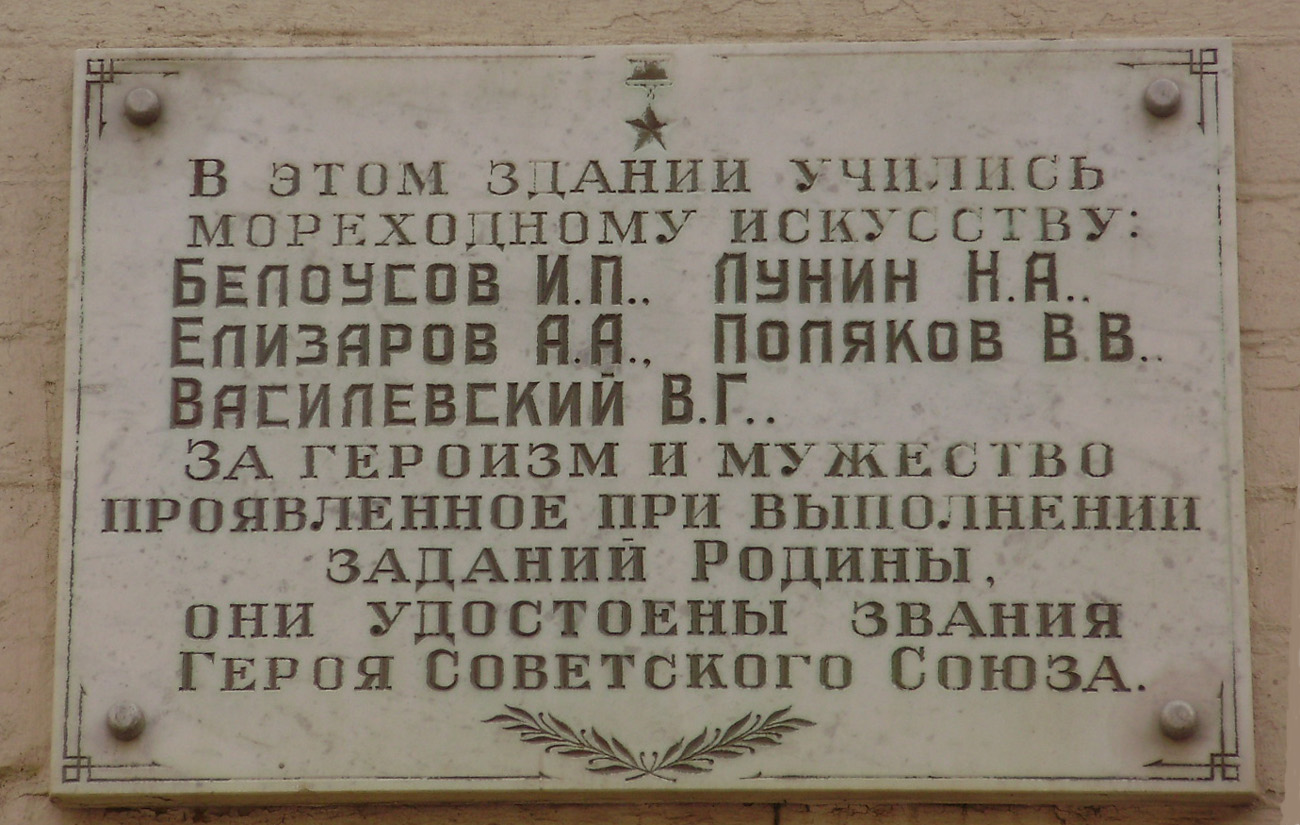
Памятная доска в Ростове-на-Дону

Алексе́й Андре́евич Елиза́ров (30 марта 1922, Ивдель, Свердловская область — 4 июля 1950, Сочи, Краснодарский край) — участник Великой Отечественной войны, старшина 2-й статьи десантного мотобота (дивизион десантных мотоботов, Новороссийская ВМБ, Черноморский флот). Герой Советского Союза (1944).

## Биография
Родился 30 марта 1922 года в селе Ивдель (ныне — город) Свердловской области, в семье рабочего-старателя. Русский.
Окончил 6 классов средней школы № 1. Работал на радиоузле. В 1938 году уехал на Чёрное море, где окончил мореходное училище имени Седова в Ростове-на-Дону, работал в Азовском морском пароходстве. В Военно-Морском Флоте с 1941 года.
Участник Великой Отечественной войны с 1941. Член КПСС с 1942 года. Командир мотобота № 17 (по другим данным № 6) дивизиона десантных мотоботов, Новороссийской ВМБ, Черноморского флота, комсомолец старшина 2 статьи Алексей Елизаров участвовал в Новороссийской десантной операции. Особо отличился в ноябре 1943 при форсировании Керченского пролива. Совершил 17 рейсов, доставляя десантников, боеприпасы, продовольствие в район высадки.
Указом Президиума Верховного Совета СССР «О присвоении звания Героя Советского Союза офицерскому, старшинскому и рядовому составу Военно-Морского флота» от 22 января 1944 года за «форсирование Керченского пролива, высадку десантных войск и переброску техники на Керченский полуостров и проявленные при этом отвагу и геройство» удостоен звания Героя Советского Союза с вручением ордена Ленина и медали «Золотая Звезда». 
С немецко-фашистскими захватчиками сражался в районах Новороссийска, Севастополя, Одессы и на Дунае. Участвовал в боях за Белград, Будапешт и Вену. Был дважды ранен и контужен.
В 1947 году был демобилизован. После этого работал старшим помощником капитана в Дунайском пароходстве, начальником причала Сочинского морского порта в Хосте.
Умер 4 июля 1950 года, похоронен в Сочи.

## Награды
- Герой Советского Союза (22.01.1944 — за форсирование Керченского пролива).
- Награждён орденом Ленина, Красного Знамени (за участие в десантной операции по освобождению Новороссийска), медалями (в том числе медаль «За отвагу»).

## Память
- Имя Героя носит улица в Ивделе.